# MP 59
De MP 59 was een bandenmetro die dienstdeed in de Franse hoofdstad Parijs. Het materieel werd gebruikt voor metrolijnen 1 en 4 en 11. De letters MP verwijzen naar métro sur pneumatiques (metro op banden). sinds 2023 werden de MP 59-treinstellen geleidelijk vervangen door nieuwe MP 14-treinstellen. op 23 mei 2024 reed de MP 59 voor het laatst.

## Metrolijnen
Metrolijn 1
In dienst van 1963 tot 2000
Metrolijn 4
In dienst van 1966 tot 2012
Metrolijn 11
In dienst van 1997 tot 2024

## Andere steden
- MR-63 (metro van Montréal)
- MP-68 (metro van Mexico-Stad)

Banden: MP 59 · MP 73 · MP 89 · MP 05 · MP 14      Staal: MF 67 · MF 77 · MF 88 · MF 01 · MF 19 (toekomstig)